# فورت دفیانس (ویرجینیا)
فورت دفیانس (به انگلیسی: Fort Defiance) یک منطقهٔ مسکونی در ایالات متحده آمریکا است که در شهرستان آگاستا، ویرجینیا واقع شده‌است. فورت دفیانس ۷۸۰ نفر جمعیت دارد و ۳۹۲ متر بالاتر از سطح دریا واقع شده‌است.